# Biskupia Wola
Biskupia Wola – wieś w Polsce położona w województwie łódzkim, w powiecie piotrkowskim, w gminie Czarnocin.
Wieś biskupstwa włocławskiego w powiecie piotrkowskim województwa sieradzkiego w końcu XVI wieku.
W latach 1975–1998 miejscowość administracyjnie należała do województwa piotrkowskiego.